# Gleisabstand
Der Gleisabstand ist der Abstand zwischen zwei nebeneinanderliegenden Gleisen auf einer mehrgleisigen Strecke, gemessen von Gleismitte zu Gleismitte.

## Vorschriften und Geschichte (Deutschland)
Heute ist in Deutschland laut Eisenbahn-Bau- und Betriebsordnung (EBO) ein Gleisabstand von mindestens 4 m für Streckengleise und durchgehende Hauptgleise in Bahnhöfen ohne Zwischenbahnsteig vorgeschrieben. Bei einer Fahrzeugbreite von etwa 3 m verbleibt zwischen zwei einander passierenden Zügen also ein Abstand von etwa einem Meter. Dieser Abstand ist seit der Zeit der Deutschen Reichsbahn als Mindestabstand vorgeschrieben. Bei den Preußischen Staatseisenbahnen lag der Mindestabstand zunächst bei nur 3,5 m. Dies wurde jedoch mit der Zeit als unsicher betrachtet, da im Extremfall die Köpfe von Reisenden, die sich jeweils in Richtung Gegengleis aus dem Fenster lehnten, zusammenprallen konnten.
Der Mindestgleisabstand am Grenzzeichen beträgt abhängig von Kurvenradius, Geschwindigkeit  und Überhöhung mindestens 3,50 m. Er ist so dimensioniert, dass ein diesen Abstand einhaltendes Fahrzeug nicht in das Lichtraumprofil des Nachbargleises ragt und so vorbeifahrende Fahrzeuge nicht berührt oder beschädigt.
Mit der Neufassung der Eisenbahn-Bau- und Betriebsordnung vom 28. Mai 1967 wurde für Neubauten ein Mindestgleisabstand von 4,00 m gefordert. Für bestehende Anlagen waren weiterhin Mindestabstände zwischen 3,50 und 4,00 m vorgesehen. Auch für Bahnhöfe wurde der Mindestgleisabstand von 4,50 m beibehalten. Zuvor in einer Ausführungsbestimmung von 1933 geregelte Mindestgleisabstände bei Bogenhalbmessern unter 250 m wurden in die EBO übernommen. Mit Inkrafttreten der 2. EBO-Änderungsverordnung, am 1. Januar 1982, wurde die Möglichkeit eingeräumt, beim Neubau von reinen S-Bahn-Gleisen einen Gleisabstand von 3,80 m zu realisieren (damals § 10 Abs. 1 Satz 4 EBO). Dieser Gleisabstand war – noch mit einer Ausnahmegenehmigung – für den Entwurf des S-Bahn-City-Tunnels Frankfurt verwendet worden.
Bei der Planung der ersten beiden deutschen Neubaustrecken (Hannover–Würzburg und Mannheim–Stuttgart) vermutete die Deutsche Bundesbahn in den 1970er Jahren, dass der bisherige Gleisabstand von 4,00 m aus aerodynamischen Gründen nicht ausreichend sein könnte. Ausgehend von dem erweiterten Regellichtraum und denkbaren gleichzeitigen Ein- und Ausfahrten besonders breiter Militärzüge in Überholbahnhöfen wurde entlang der ganzen Strecken ein Gleisabstand von 4,70 m vorgesehen. Auf späteren Neubaustrecken wie Schnellfahrstrecke Hannover–Berlin oder Köln–Rhein/Main wurde hingegen ein Abstand von 4,50 m realisiert.
Mit der Dritten EBO-Änderungsverordnung von Mai 1991 wurde ein Regelgleisabstand von 4,00 m für Neubauten verbindlich vorgeschrieben; die zuvor bestehende Möglichkeit, aus zwingenden baulichen Gründen einen Abstand zwischen 3,75 m und 4,00 m herzustellen, entfiel. Die Sonderregelung für ausschließlich von S-Bahn-Zügen befahrene Strecken (bis zu 3,80 m Gleisabstand) wurde beibehalten. Der pauschale Mindestgleisabstand von 3,50 m wurde aus dem Verordnungstext herausgenommen, durch eine Einzelfallbetrachtung ersetzt, und eine Tabelle von Mindestgleisabständen in Abhängigkeit von Bogenradius und zulässiger Geschwindigkeit eingeführt. Der Mindestgleisabstand in Bahnhöfen (4,50 m) wurde beibehalten.
Der Regelgleisabstand von 4,00 m war in Deutschland bis in die 2000er Jahre für Ausbaustrecken bis 200 km/h ausreichend. Seit Dezember 2004 wird in Verbindung mit Reisendensicherungsanlagen bei diesem Gleisabstand auf der Berlin-Hamburger Bahn 230 km/h gefahren.
Bei Bogenradien unter 250 m muss der Gleisabstand wegen des Bogenausschlags der Fahrzeuge vergrößert werden.

## Vorschriften in der Schweiz
Die Regelungen zum Gleisabstand stehen in den Ausführungsbestimmungen zur Eisenbahnverordnung (AB-EBV). Bei Regelspurbahnen gelten als Mindestabstände auf freier Strecke für Neubauten und soweit möglich bei Anlageveränderungen 3,80 Meter und auf bestehenden Strecken 3,60 Meter. Der Achsabstand von Gleisen, zwischen denen regelmäßig ein- und ausgestiegen wird, beträgt mindestens 5,20 Meter. Ausnahmsweise sind kleinere Abstände zulässig.

## Bahnsteige
Befindet sich zwischen zwei Gleisen ein Bahnsteig, so wird der Gleisabstand entsprechend vergrößert. Bei einseitig genutzten oder Gepäckbahnsteigen ist laut EBO ein Mindestabstand von 6 m vorgeschrieben, was einer Bahnsteigbreite von etwa 3 m entspricht. Beidseitig genutzte Bahnsteige erfordern einen Gleisabstand von mindestens 9 m; in verkehrsreichen Bahnhöfen sind bis zu 13 m üblich, was einer Bahnsteigbreite von etwa 10 m entspricht.

## Gleisverziehung
Der Begriff Gleisverziehung (auch Gleisverschwenkung) bezeichnet eine Änderung des Gleisabstands, wie sie z. B. vor Bahnsteigen notwendig ist. Es handelt sich im Prinzip um einen S-Bogen mit sehr großen Radien (in der Größenordnung von Kilometern). Somit ist auch ohne Überhöhung dieser Kurven eine hohe Geschwindigkeit möglich.
Als Gleisverschwenkung werden auch Umbaumaßnahmen im Gleisnetz bezeichnet, bei denen die Lage des Gleises verändert wird.

## Vermessung

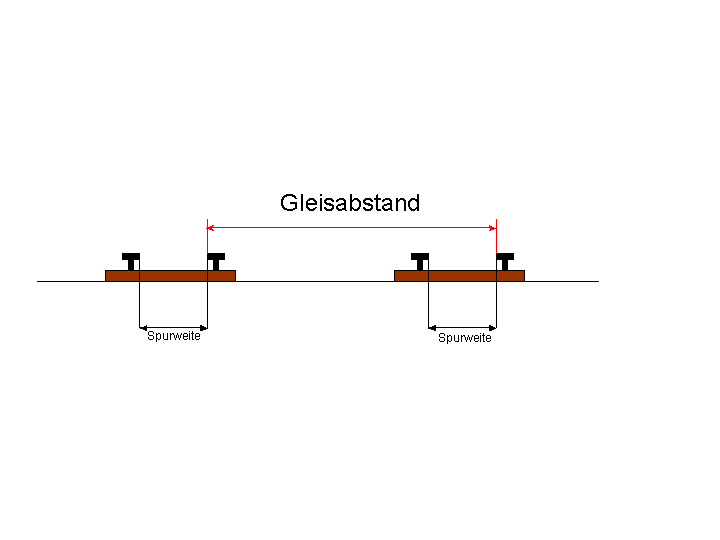
Bestimmung des Gleisabstands

In der Praxis wird der Gleisabstand nicht zwischen den Gleismitten gemessen, da diese ohne spezielle Messgeräte nicht millimetergenau feststellbar ist. Deswegen wird von der Schieneninnenkante der rechten Schiene des linken Gleises zur Schieneninnenkante der rechten Schiene des rechten Gleises gemessen oder umgekehrt.
Diese Vereinfachung beruht auf der Annahme, dass die benachbarten Gleise die gleiche Spurweite haben und dass die Gleise parallel zueinander sind.